# Claudia Knape

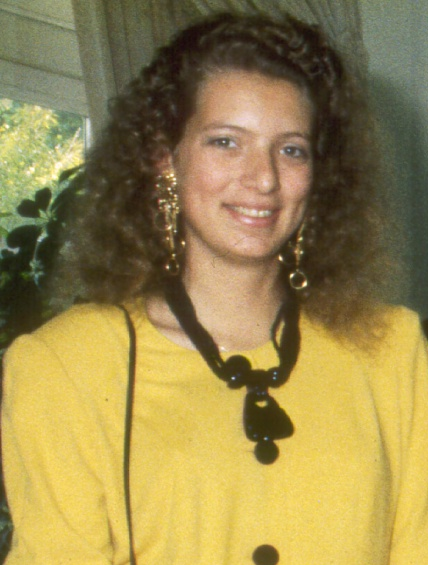
Claudia Knape (1991)

Claudia Knape (* 6. Oktober 1969 in Bensberg) ist eine erfolgreiche deutsche Motorbootrennfahrerin.

## Leben
Claudia ist die Tochter von Ekkehard und Waltraud Knape. Sie hat zwei jüngere Brüder Oliver und Knut. Nach der Schulausbildung lernte sie im väterlichen Betrieb das Tischlerhandwerk, machte die Gesellenprüfung und die Meisterprüfung. Sie ist mit Steffen Bauß verheiratet und hat zwei Töchter.

## Sportliche Erfolge

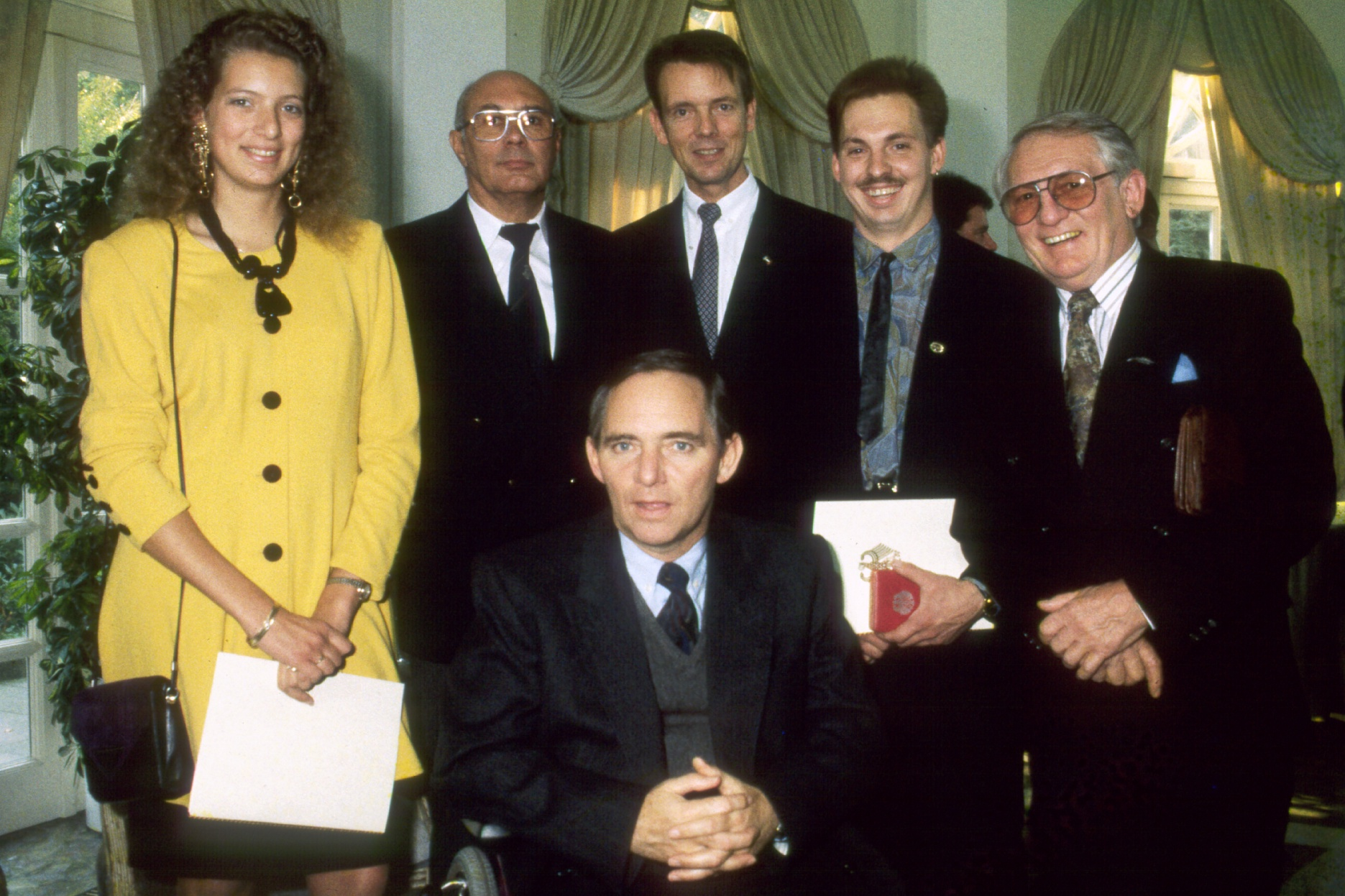
Silberlorbeerverleihung mit Claudia Knape (li.)

Schon als Kind war Claudia Knape mit ihrem Vater Ekkehard unterwegs, wenn dieser in Deutschland, Europa oder weltweit bei Motorbootrennen startete. Mit dem Erreichen der erforderliche Altersgrenze startete sie ihre eigene Rennsportkarriere. Mit ihrem Vater zusammen baute sie ihre Rennboote selbst.
Nach den Erfolgen bei Rundstreckenrennen wurde sie in die USA für ein Jahr im Offshore-Rennsport verpflichtet.
- 1986 Deutscher Vizemeisterin Klasse OSY-400
- 1987 Deutscher Vizemeisterin Klasse OSY-400
- 1988 Vize-Weltmeisterin Klasse OSY-400[2]
- 1989 Europameisterin Klasse OSY-400
- 1990 Weltmeisterin Klasse OSY-400[3][4]

- 1995 Streckenrekord Miami - West Palm Beach (112 km in 46 Min 17 Sek = 145 km/h)[5]

Klasse OSY-400: Rennbootklasse, einheitlich mit serienmäßigen Yamato-Außenbordmotoren 400 cm³

## Auszeichnungen
- Silbernes Lorbeerblatt (1991) als einzige Rennbootfahrerin
- ADAC Motorsportler des Jahres 1990